# الكسندر غان
الكسندر غان هو سياسي كندي، ولد في 5 أكتوبر 1828، وتوفي في 26 سبتمبر 1907. حزبياً، نشط في الحزب الليبرالي الكندي. وقد انتخب عضو مجلس العموم الكندي.